# Mink Stole
Nancy Paine Stoll (née le 25 août 1947), plus connue sous le nom de Mink Stole, est une actrice et chanteuse américaine originaire de Baltimore. Elle est l'une des actrices fétiches de John Waters, ayant joué dans tous ses films (une distinction partagée avec Mary Vivian Pearce).

## Biographie
Elle est connue pour sa participation aux films de son ami proche John Waters. En raison de cela, elle est considérée comme l'une des Dreamlanders, ensemble du casting régulier et des membres d'équipage de l'équipe de John Waters. Avec Mary Vivian Pearce, elle est l'une des deux seules actrices à apparaître dans tous ses films à ce jour.
Sa carrière cinématographique débute comme invitée dans le second court-métrage de John Waters, Roman Candles, en 1966. Celui-ci réalisera deux autres courts-métrages, Eat Your Makeup  et The Diane Linkletter Story, dans lesquels Mink Stole n'apparait pas. C'est à partir de Mondo Trasho en 1968, premier long-métrage de John Waters, qu'elle fera partie du casting de tous ses films jusqu'au dernier, A Dirty Shame, en 2004. Elle est également apparue dans un certain nombre de films et d'émissions de télévision. Elle est aussi la chanteuse du groupe Mink Stole and her Wonderful Band (« Mink Stole et son merveilleux groupe » en français).

## Filmographie
| Films      | Films                           | Films                                         | Films                                        | Films         |
| Année      | Film                            | Réalisateur                                   | Rôle                                         | Notes         |
| ---------- | ------------------------------- | --------------------------------------------- | -------------------------------------------- | ------------- |
| 1966       | Roman Candles                   | John Waters                                   | Invitée de la fête                           |               |
| 1969       | Mondo Trasho                    | John Waters                                   | La femme de maison / Asylum Inmate / Snob #1 |               |
| 1970       | Multiple Maniacs                | John Waters                                   | Mink / Cavalcade Patron                      |               |
| 1971       | Is There Sex After Death?       | Alan et Jeanne Abel                           | Dominatrix                                   |               |
| 1972       | Pink Flamingos                  | John Waters                                   | Connie Marble                                |               |
| 1974       | Female Trouble                  | John Waters                                   | Taffy Davenport                              |               |
| 1975       | Love Letter to Edie             | Robert Maier                                  | Blonde Wicked Stepsister                     |               |
| 1976       | Edith's Shopping Bag            | Laurel Douglas, Peter Koper et Charlie Ludlow | Elle-même                                    | Documentaire  |
| 1977       | Desperate Living                | John Waters                                   | Peggy Gravel                                 |               |
| 1981       | Polyester                       | John Waters                                   | Sandra Sullivan                              |               |
| 1988       | Hairspray                       | John Waters                                   | Tammy                                        |               |
| 1990       | Cry-Baby                        | John Waters                                   | Madame Malnorowski                           |               |
| 1991       | Liquid Dreams                   | Mark S. Manos                                 | Felix                                        |               |
| 1994       | Serial Mother                   | John Waters                                   | Dottie Hinkle                                |               |
| 1995       | Monster Mash                    | Joel Cohen et Alec Sokolow                    | La mère de Wolfie                            |               |
| 1995       | A Bucket of Blood (en)          | Michael James McDonald                        | La vieille femme                             |               |
| 1997       | Pink as the Day She Was Born    | Steve Hall                                    | Vera                                         |               |
| 1997       | Lost Highway                    | David Lynch                                   | Voix de Jury Forewoman                       |               |
| 1997       | Leather Jacket Love Story       | David DeCoteau                                | Martine                                      |               |
| 1997       | The Seller                      | Craig Schlattman                              | Aunt Betty                                   |               |
| 1998       | Divine Trash                    | Steve Yeager                                  | Elle-même                                    | Documentaire  |
| 1998       | Anarchy TV                      | Jonathan Blank                                | Madame Dickman                               |               |
| 1998       | The Treat                       | Jonathan Gems                                 | Manager                                      |               |
| 1998       | Pecker                          | John Waters                                   | Le commissaire de quartier                   |               |
| 1999       | Splendeur                       | Gregg Araki                                   | La directrice de casting                     |               |
| 1999       | But I'm a Cheerleader           | Jamie Babbit                                  | Nancy Bloomfield                             |               |
| 1999       | Forever Fabulous                | Werner Molinsky                               | Miss Vi Ambrose                              |               |
| 2000       | In Bad Taste                    | Steve Yeager                                  | Elle-même                                    | Documentaire  |
| 2000       | Cecil B. DeMented               | John Waters                                   | Sylvia Mallory                               |               |
| 2000       | Scary Scream Movie              | John Blanchard                                | Madame La Tourneau                           |               |
| 2004       | Le Cercle des Ténèbres          | David DeCoteau                                | Fletcher                                     |               |
| 2004       | Girl Play                       | Lee Friedlander                               | La mère de Robin                             |               |
| 2004       | A Dirty Shame                   | John Waters                                   | Marge                                        |               |
| 2006       | Another Gay Movie               | Todd Stephens                                 | Sloppi Seconds                               | Scène coupée  |
| 2006       | Eating Out 2 : Sloppy Seconds   | Phillip J. Bartell                            | Helen                                        |               |
| 2007       | Impair au mariage               | Lee Friedlander                               | Sunny                                        |               |
| 2007       | Hairspray (Remake)              | Adam Shankman                                 | La femme qui fume dans la rue                |               |
| 2007       | Sunny & Share Love You          | Matthew Buzzell                               | La secrétaire d'école                        |               |
| 2007       | Pieces of Dolores               | Garth Twa                                     | Madame Fletcher                              | Court métrage |
| 2008       | 3 Stories About Evil            | Michael Frost                                 | Pat Peeters                                  | Court métrage |
| 2009       | Eating Out 3 : All You Can Eat  | Glenn Gaylord                                 | Aunt Helen                                   |               |
| 2010       | Stuck! (en)                     | Steve Balderson                               | Esther                                       |               |
| 2010       | All About Evil                  | Joshua Grannell                               | Evelyn                                       |               |
| Télévision |                                 |                                               |                                              |               |
| Année      | Titre                           | Créateur                                      | Rôle                                         | Notes         |
| 1990       | Get a Life                      | Chris Elliott, Adam Resnick et David Mirkin   | Madame Wilson                                | 1 épisode     |
| 1995-1996  | Les Incroyables Pouvoirs d'Alex | Thomas W. Lynch et Ken Lipman                 | Madame Ward                                  | 3 épisodes    |
| 1997       | Mariés, deux enfants            | Michael G. Moye et Ron Leavitt                | Edna                                         | 1 épisode     |
| 2001       | Spyder Games                    | Valerie Ahern et Christian McLaughlin         | Merna Young                                  | 1 épisode     |